# Artystone bolivianensis
Artystone bolivianensis là một loài chân đều trong họ Cymothoidae. Loài này được Thatcher & Schindler miêu tả khoa học năm 1999.